# ویلیام استیونس
ویلیام دنیسن استیونس (انگلیسی: William Dennison Stephens؛ ۲۶ دسامبر ۱۸۵۹ – ۲۵ آوریل ۱۹۴۴) یک سیاست‌مدار اهل ایالات متحده آمریکا بود. نایت در فاصله سال‌های ۱۹۱۷–۱۹۲۳ بیست و چهارمین فرماندار ایالت کالیفرنیا بود.